# Organ Iacoponi
Organ Iacoponi (né le 21 novembre 1932 à Noves dans les Bouches-du-Rhône,) est un coureur cycliste français.

## Palmarès
- 1953
  - Grand Prix de Carcès[2]
- 1956
  - Grand Prix de Carcès
  - Ronde de Montélimar
  - Grand Prix de Saint-Bonnet-en-Champsaur
- 1957
  - Championnat de Provence sur route[2]
  - Grand Prix de Gap
- 1958
  - Circuit des Deux Ponts à Montceau-les-Mines
  - 1re étape de la Route du Vin
- 1959
  - Tour du Gard :
    - Classement général
    - 1re étape
- 1960
  - Trophée Fausto Coppi[2]
  - Grand Prix de Lubersac

## Résultats sur les grands tours

### Tour d'Espagne
1 participation
- 1960 : abandon